# Памятник Карандашу (Гомель)
Памятник Карандашу — памятник Герою Социалистического Труда, Народному артисту СССР Михаилу Николаевичу Румянцеву (сценический псевдоним — Карандаш) в городе Гомеле Гомельской области Белоруссии.

## История и описание
В городе Гомеле возле здания Гомельского государственного цирка 1 июня 2006 года был открыт памятник клоуну Карандашу. Памятник посвящён выдающемуся советскому клоуну, Герою Социалистического Труда, Народному артисту СССР Михаилу Николаевичу Румянцеву. Михаил Николаевич Румянцев часто приезжал в город Гомель и выступал в Гомельском государственном цирке. Он любил этот город, жители Гомеля принимали его всегда с радостью, а он благодарил зрителей в своих письмах горисполкому, которые до сих пор хранятся в Гомельском государственном цирке.
Памятник Карандашу представляет собой композицию, отлитую из бронзы. Автор памятника скульптор Вячеслав Долгов, который назвал эту композицию «Карандаш и его собака Клякса». Композиция выполнена на невысоком постаменте, в натуральный рост артиста М. Н. Румянцева, в клоунской одежде, в шляпе и с тростью и его партнёр по сцене собака скотч-терьер по кличке Клякса, названная за свою чёрную расцветку. Вокруг постамента выложен светодиодный тротуар, который светится ночью. В разные годы у Михаила Николаевича Румянцева было 13 собак, а маленькая собака Клякса появилась у него в 1930 году.
На торжественное открытие памятника Карандашу была приглашена Овенэ Гагиковна Румянцева — внучка Михаила Николаевича Румянцева. Она отметила, что это первый памятник, который был выполнен в реальный рост её деда и в нём наиболее точно воссоздан облик клоуна Карандаша, её знаменитого деда — Михаила Николаевича Румянцева.